# موسیقی کوچک شبانه
موسیقی کوچک شبانه (آلمانی: Eine kleine Nachtmusik) در سل ماژور (K.525)، اثرِ ولفگانگ آمادئوس موتسارت ساخته شده در سال ۱۷۸۷ است. این اثر در آلمانی با نام «یک سِرِناد کوچک» نامیده می‌شود. گرچه اغلب به معنای واقعی کلمات «موسیقی کوچک شبانه» ترجمه می‌شود. این قطعه برای دو ویولن، ویولا، ویلنسل و کنترباس (به صورت اختیاری) نوشته شده‌است، اما معمولاً با ارکستر زهی اجرا می‌شود.

## تاریخچه
دوران موتسارت مصادف است با تحولاتی که در موسیقی ارکسترال به‌وجود آمده بود و از زمان هایدن به حجم‌های بزرگتری تغییر می‌یافت. اکثر آثار قبل از او در مجموعه‌ای از ارکسترهای کوچک نوشته می‌شد. موتسارت که خود از پیشروان موسیقی سمفونیک بود، اما بعضی از آثار او از جمله سرنادها را به عنوان پُلی بین موسیقی مجلسی و سمفونیک به شمار می‌آورند.
«سرناد» در ۱۰ اوت ۱۷۸۷ در وین به پایان رسید، در حدود زمانی که موتسارت در حال کار بر روی دومین اپرای خود دون ژوان بود. مشخص نیست که چرا این آهنگ ساخته شده‌است. «ولفگانگ هیلدسهایمر» نویسنده آلمانی (۹ دسامبر ۱۹۱۶–۲۱ اوت ۱۹۹۱)، با ذکر این نکته که بیشتر سرنادهای موتسارت با سفارش نوشته شده‌است، اظهار می‌دارد که این قطعه نیز یک کار سفارشی بود که منشأ و اولین اجرای آن ثبت نشده‌است.
این اثر تا حدود سال ۱۸۲۷، مدتها پس از مرگ موتسارت، توسط «یوهان آندره» ناشر آثار موسیقی در افنباخ آم ماین منتشر نشد. قبل از آن بیوهٔ موتسارت این قطعه را به همراه بخش گسترده‌ای از مجموعه آثارِ شوهرش را در سال ۱۷۹۹ به ناشر فروخته بود.
امروزه این «سرناد» به صورت وسیعی ضبط و اجرا می‌شود. و این اثر را می‌توان نمونهٔ بارزی از موسیقی اشرافی، در قرن هجدهم اروپا دانست.

## موومان‌ها
اکثر سرنادهای موتسارت در پنج موومان نوشته شده‌است، اما این سرناد در چهار موومان است. به همین دلیل عده‌ای را بر این اعتقاد است که این سرناد هم در اصل پنج موومان بوده که احتمالاً یک قسمت آن مفقود شده‌است:
I. آلگرو (سل ماژور، ر ماژور، گام مبهم، سل ماژور)
II. رمانس: آندانته (دو ماژور)
III. منوئه: آلگرتو (دو ماژور با «تریو» در ر ماژور)
IV. روندو: آلگرو (سل ماژور، ر ماژور، گام مبهم، سل مینور، سل ماژور)

### موومان اول
موومان اول به فرم سونات-آلگرو است. با یک تم خیزشی به سبک «مکتب مانهایم» در سل ماژور شروع می‌شود. تم دوم برجسته‌تر است و در ر ماژور است که نمایانِ «سل ماژور» محسوب می‌شود. اکسپوزیسیون در «ر ماژور» بسته می‌شود و تکرار می‌گردد. بخشِ بسط و گسترش در «ر ماژور» ادامه پیدا می‌کند و قبل از ری‌اکسپوزیسیون، به ر مینور و دو ماژور اشاره دارد.
تم آغازین

### موومان دوم
موومان دوم با سرعت آندانته، یک رمانس در «دو ماژور»، و در فرم روندو است. در این فرم که به صورت (A–B–A–C–A) است، یک کدا نیز به آن افزوده می‌شود. برای بخش (A–B) گام دوماژور، بخش (C) دو مینور و بخشِ (A) در وسط، از نیمهٔ تم اول استفاده شده‌است.

### موومان سوم
موومان سوم با سرعت آلگرتو و یک سه‌گانهٔ منوئه و «تریو» است. با میزان (3
4) و در گام اصلی (سل ماژور) قرار دارد. همان‌طور که در این فرم معمول است، «تریو» دارای یک بخش متضاد با منوئه و در ر ماژور است. در انتها با تکرار بخش منوئه، قطعه به پایان می‌رسد.
>

### موومان چهارم
موومان چهارم یا فینال، با سرعت «آلگرو» و در سل ماژور است. این موومان در فرم سونات نوشته شده‌است (صرف نظر از این واقعیت که در اصل به عنوان فرم روندو مشخص شده‌است). موتسارت تکرارها را نه فقط برای بخش گشایش، بلکه برای بخش «بسط و گسترش» و بازگشایش نیز مشخص می‌کند. تم اول در بازگشایش غیر معمول است، زیرا تنها دو میزان آخرِ آن در گام موازی تکرار می‌شوند. در نهایت موومان با یک کودای طولانی به پایان می‌رسد.

## یادداشت
1. ↑   Barbara Krafft
2. ↑  Wolfgang Hildesheimer
3. ↑  Johann André
4. ↑  Mannheim school